# Elaeagnus umbellata
Маслинка японська (Elaeagnus umbellata), також відома як маслина зонтичка.  Вид маслинок у східній Азії, поширений від Гімалаїв на схід до Японії . Це витривалий агресивний інвазивний вид здатний легко колонізувати безплідні землі, ставши неприємною рослиною в центральних і північно-східних Сполучених Штатах і Європі. 

## Опис
Elaeagnus umbellata росте як листопадний кущ або невелике дерево з густою кроною зазвичай до 4 м в висоту.   Має гострі шипи у вигляді шпорових гілок.  Квітки запашні, зібрані в кисті від білого до жовтого кольору, по 8–9 мм в довжину і 7 мм в діаметрі, мають чотири пелюстки.  
Листки чергові, 4–10 см завдовжки і 2–4 см шириною з хвилястими полями. Листя вкрите дрібними сріблястими лусочками, вони з’являються рано навесн. Нижня сторона більш інтенсивно вкрита сріблястими лусочками, що відрізняється від спорідненої E. angustifolia , яка залишається сріблястою, доки не скине листя восени. 

### Квіти
Квітки розташовуються в пазухах листків у китицях по 1-7 штук. Вони блідо-жовтувато-білі, запашні (часто сильно запашні) і мають чотирилопатевий віночок 1 см завдовжки.  Вони є важливим джерелом нектару для таких запилювачів, як бджоли. 

### Плоди
Плід — невелика кругла кістянка від  0,65 до 0,85 см в діаметрі.  Незрілий плід має сріблясту луску і жовтий колір. Дозріває до червоного, вкрапленого сріблястим або коричневим відтінком. Стиглі плоди м’ясоподібні, соковиті, солодкі, 3–9 см довжина і 5 мм в діаметрі з середньою вагою 137 міліграмів.   Мають солодкий смак. Ягоди можна споживати свіжими або переробляти на варення, приправи, ароматизатори або використовувати як заміну помідорів .  У зрілому вигляді червоні ягоди містять каротиноїди, в тому числі значну кількість лікопіну . 

## Натуралізація
У регіонах свого походження в тропічній і помірній Азії E. umbellata не вважається інвазивним видом, але в багатьох регіонах світу він став інвазивним у диких і культивованих районах, зокрема на сході Сполучених Штатів.  На початку 19 століття E. umbellata був навмисно завезений до Сполучених Штатів і Сполученого Королівства для створення захисних смуг, боротьби з ерозією, рекультивації пустирів, середовища існування дикої природи та для садів.  До кінця 20 століття чагарник став шкідливим бур’яном і інвазивним видом у багатьох штатах США від східного узбережжя до центральних прерій і широко поширився по Європі. 
Завдяки значній продуктивності насіння та швидкому потенціалу проростання, E. umbellata швидко вторгається в нові райони, де може швидко проростати після спалювання чи зрізання.  Оскільки насадження E. umbellata є середовищем існування дикої природи, наприклад, забезпечують кормом і притулком для оленів, місцями гніздування для птахів і ягодами як їжею для кількох видів , її висаджують для управління дикою природою в деяких частинах Сполучених Штатів. 
У Європі E. umbellata поширилася у Великобританії, Бельгії, Франції та Італії, але культивується в Нідерландах і Шотландії .  У деяких частинах Північної Америки, де вона натуралізувалася, E. umbellata вважається шкідливим бур'яном, особливо в центральній і північно-східній частині США .   У Канаді це «заборонений шкідливий бур’ян» відповідно до Закону Альберти про боротьбу з бур’янами 2010 року . 
Оскільки він фіксує атмосферний азот у своїх коренях, E. umbellata може активно, а іноді й конкурентно розвиватися на неродючих ґрунтах.   Він може збільшити доступний азот у ґрунті та принести користь деяким сусіднім рослинам, а при вирощуванні у садах він може збільшити врожайність сусідніх фруктових дерев до 10%.  Однак його здатність змінювати хімічний склад ґрунту може серйозно змінити або знищити місцеві рослинні угруповання. 

## Галерея

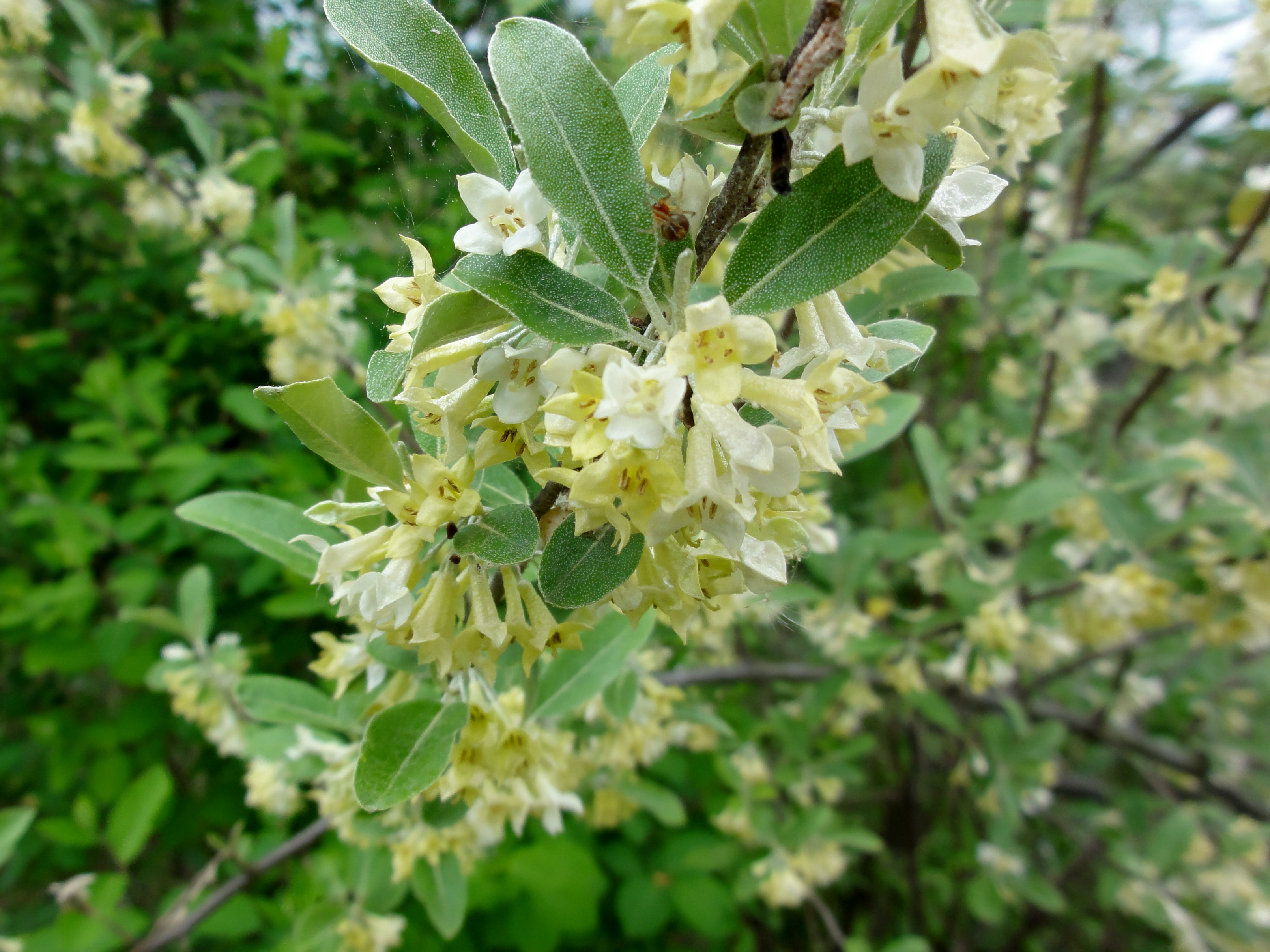
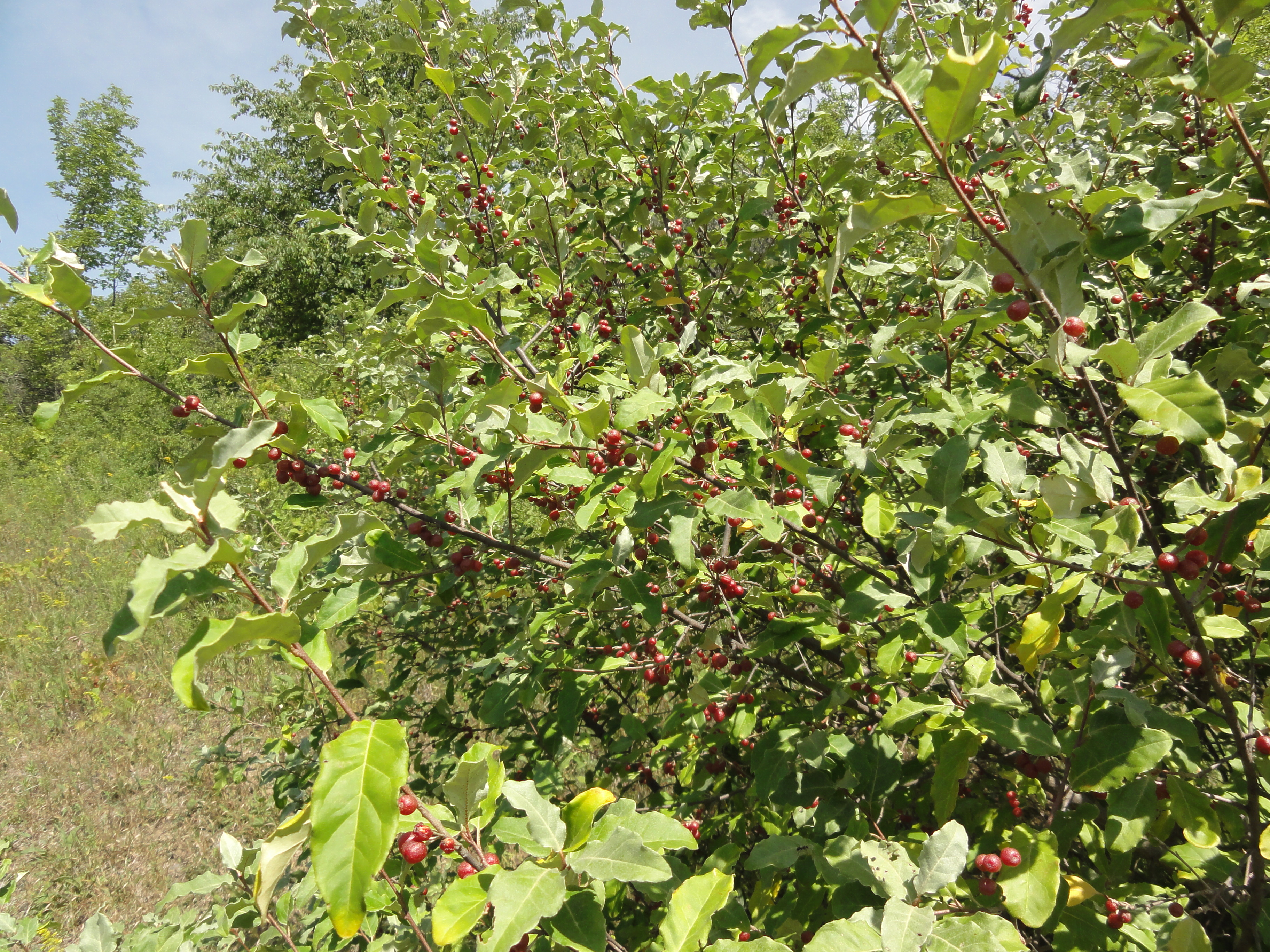
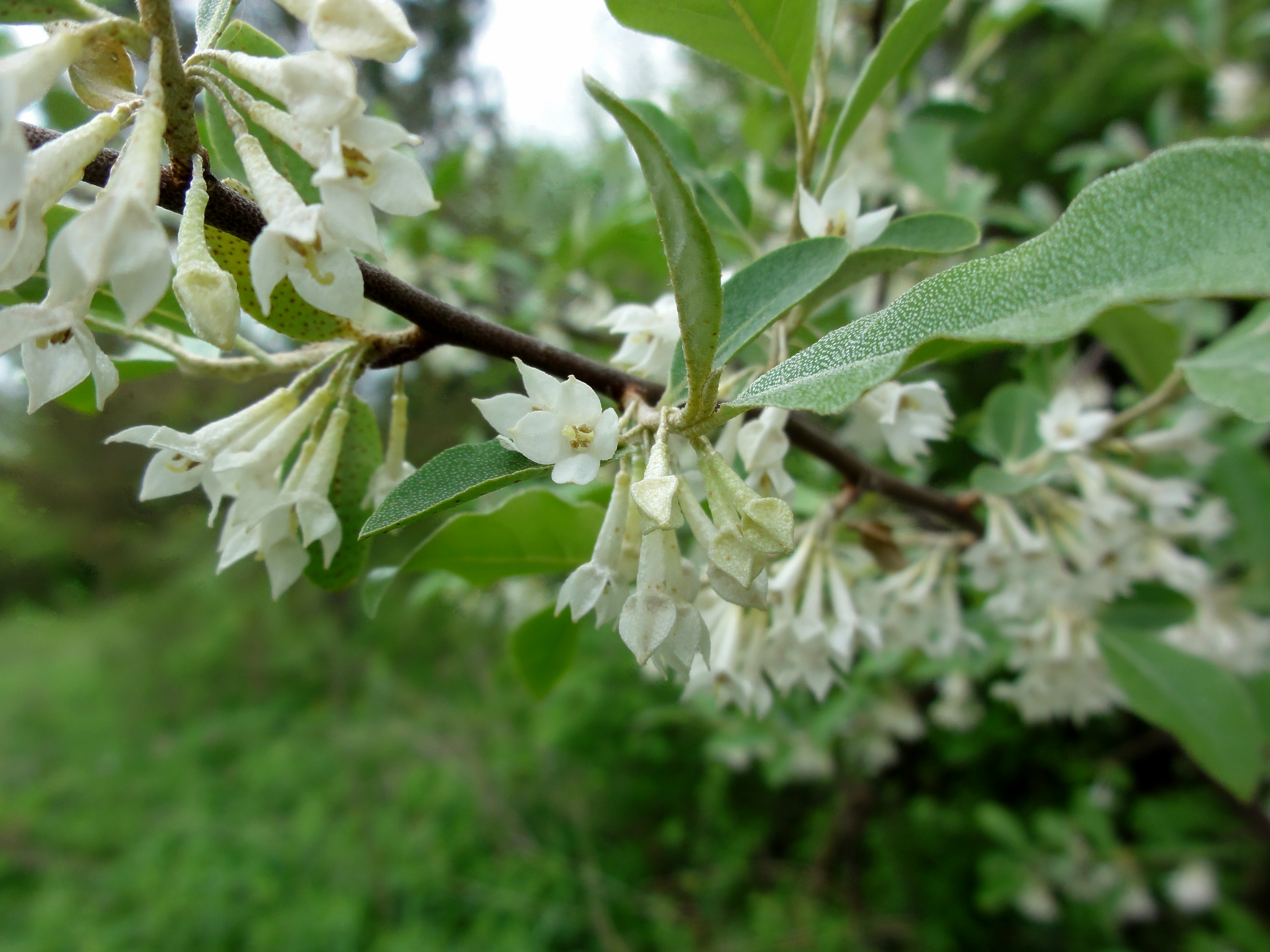
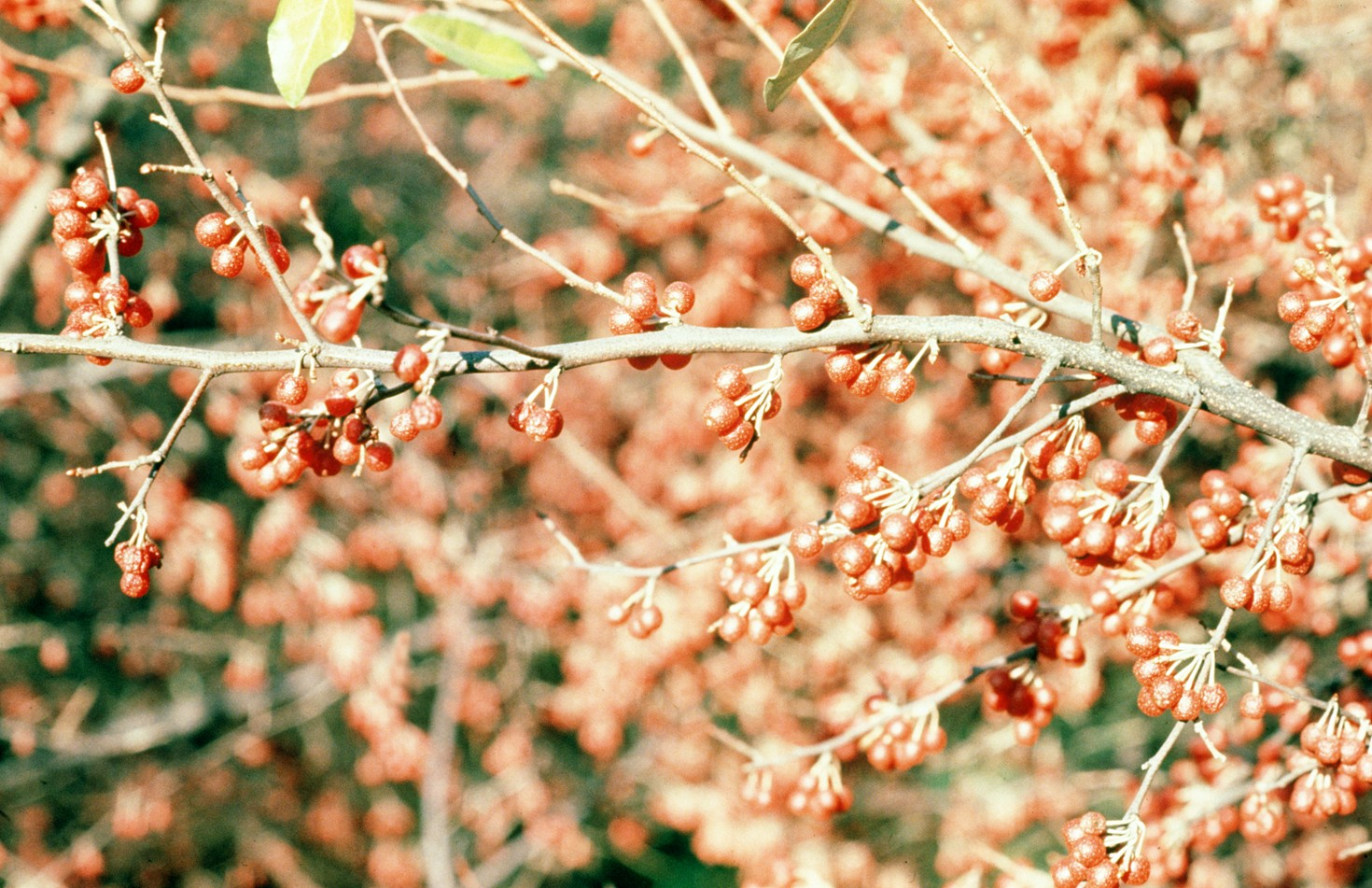
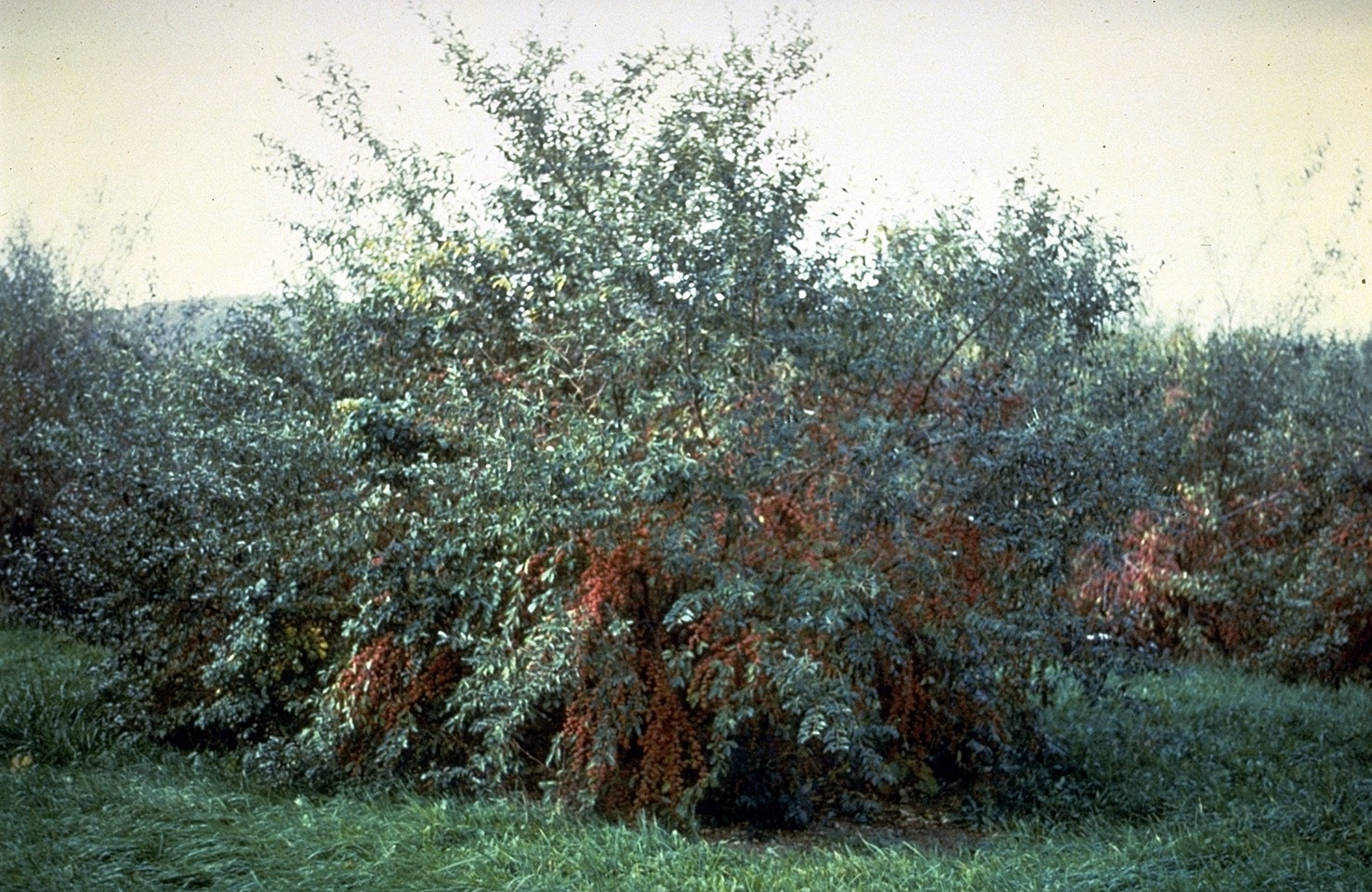
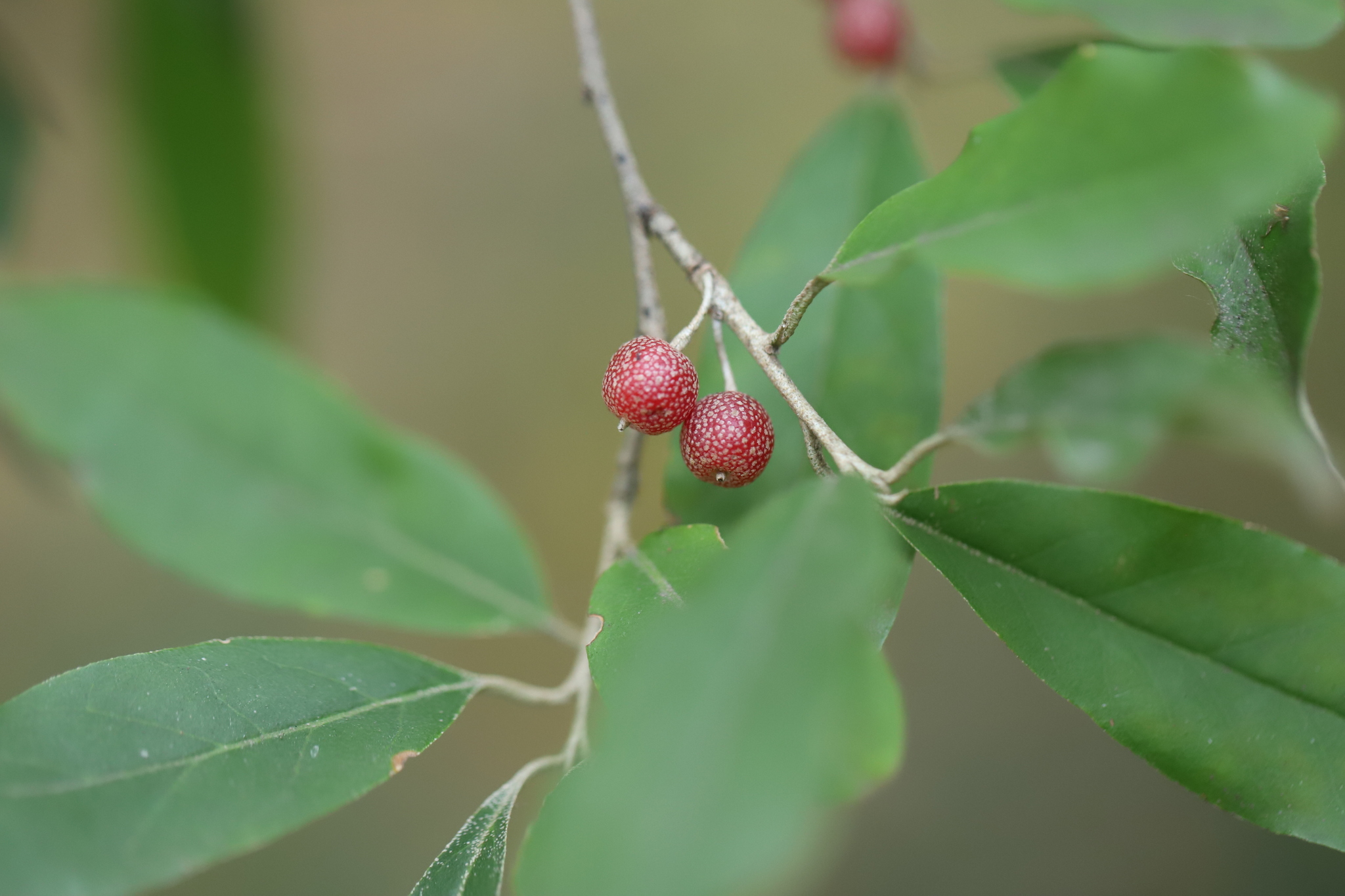
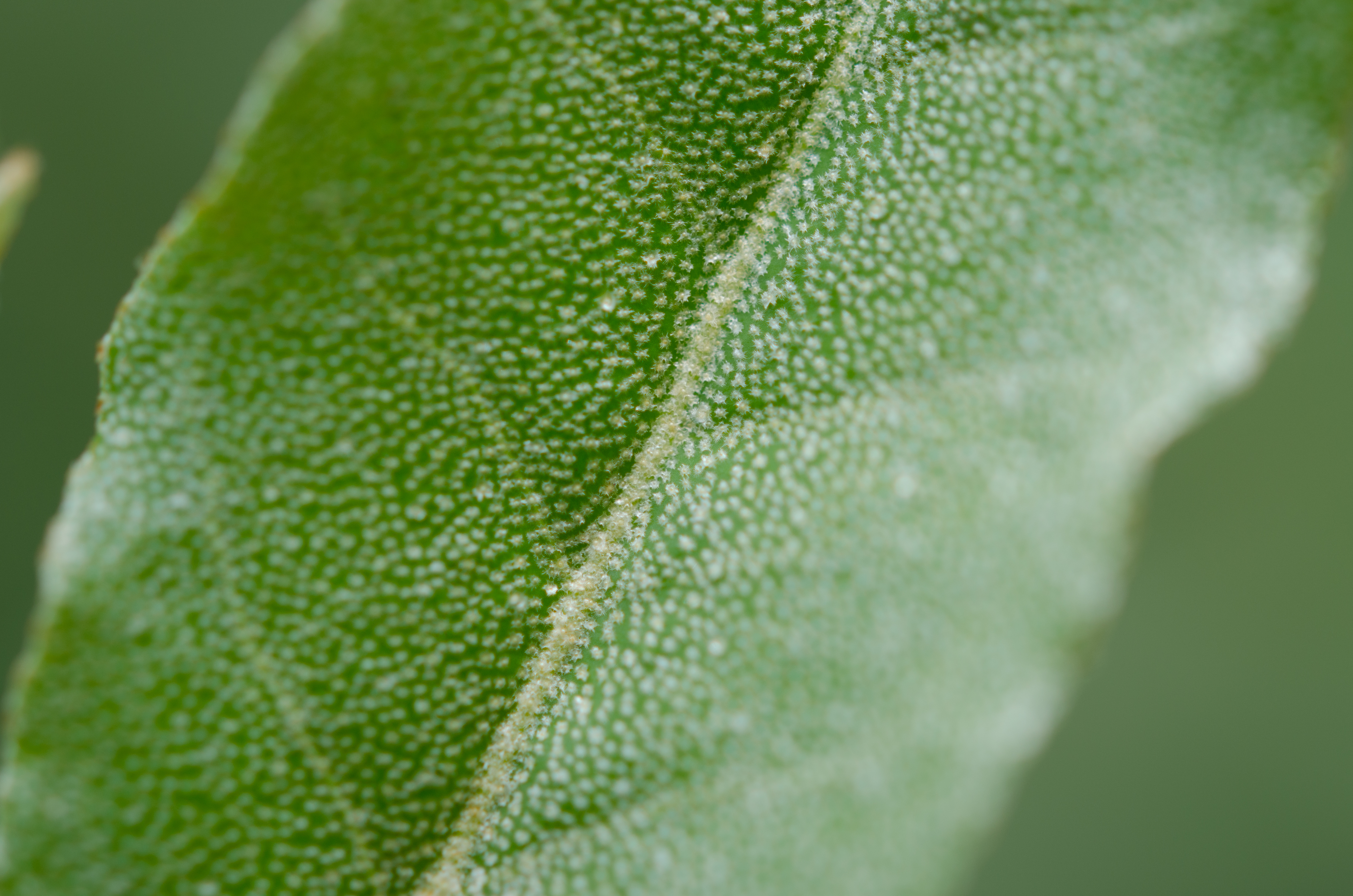
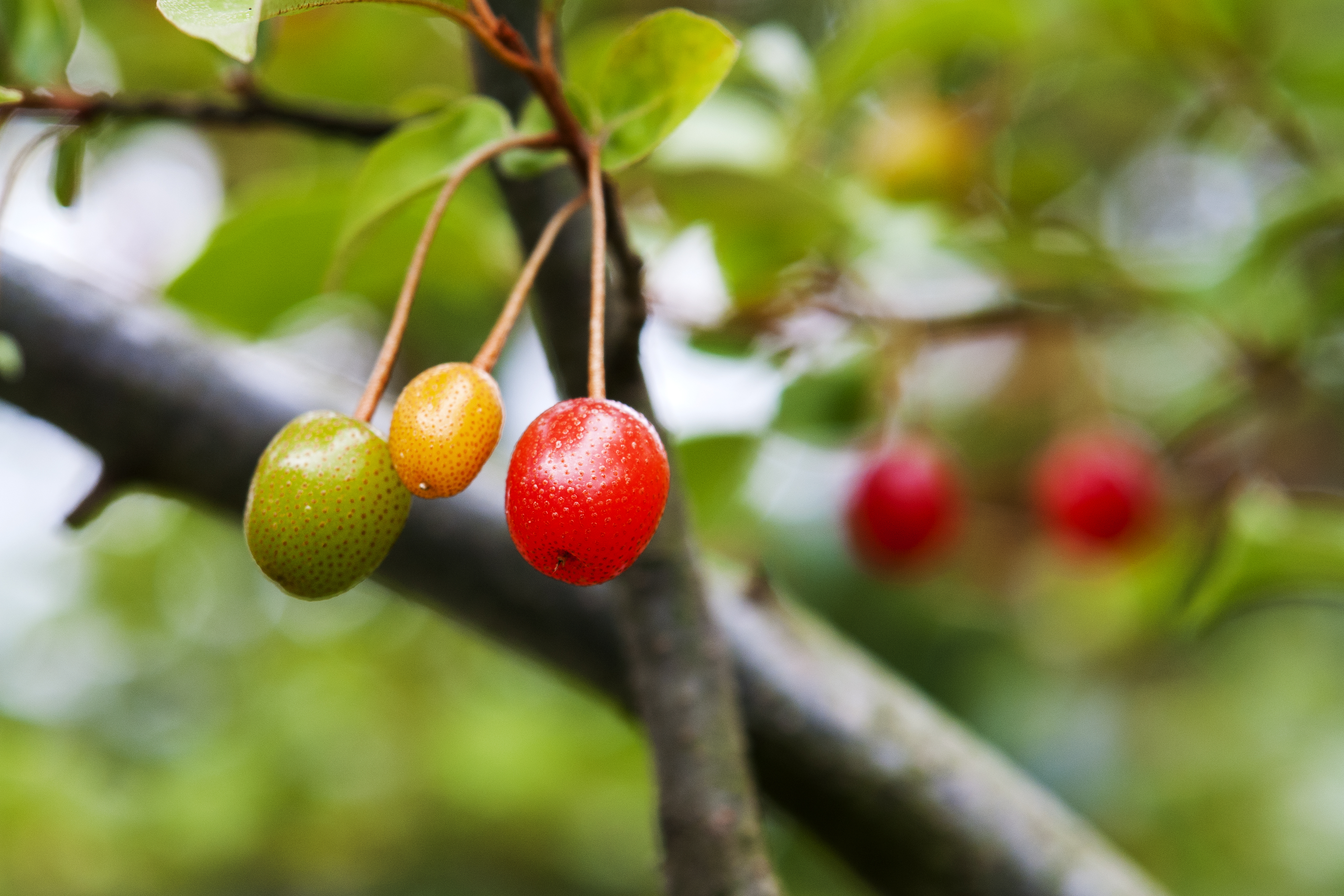
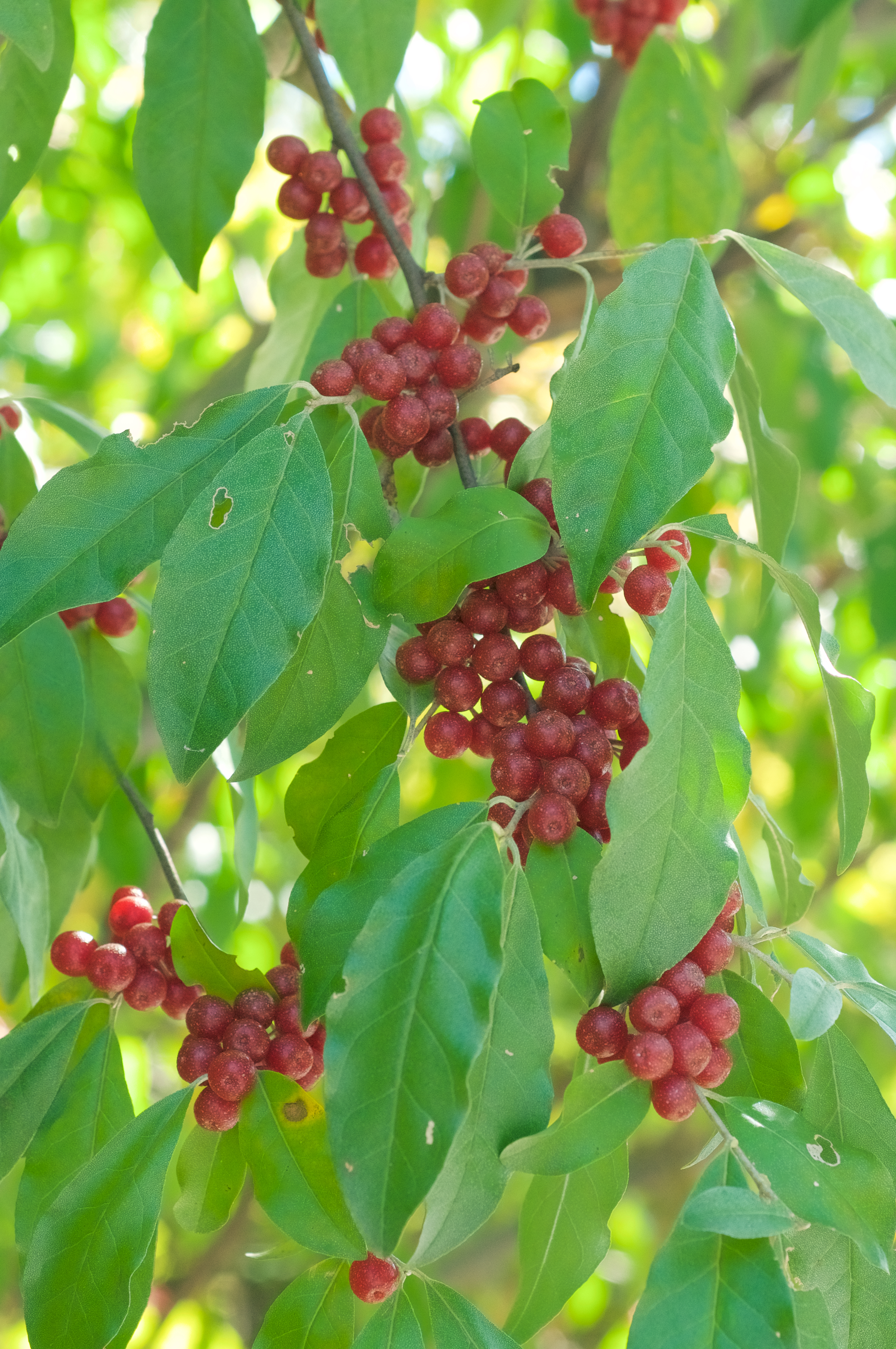